# ヨーロッパヌマガメ
ヨーロッパヌマガメ（Emys orbicularis）は、爬虫綱カメ目ヌマガメ科ヨーロッパヌマガメ属に分類されるカメ。ヨーロッパヌマガメ属の模式種。

## 分布
E. o. orbicularis キボシヌマガメ
アゼルバイジャン北西部、アルメニア北部、ウクライナ、ウズベキスタン西部、オーストリア、カザフスタン西部、グルジア、クロアチア東部、スロベニア東部、セルビア、ドイツ、トルコ北部および西部、ハンガリー、フランス、ブルガリア、ベラルーシ、ベルギー、ボスニア・ヘルツェゴビナ北部、ポーランド、マケドニア北部、モルドバ、モンテネグロ北部、ラトビア、リトアニア、ルーマニア、ロシア南東部
模式標本の産地（模式産地）はヨーロッパ南部だったが、レクトタイプによりメクレンブルク（ドイツ）と指定されている。
E. o. capolongoi サルディーニャヌマガメ
イタリア（サルデーニャ島）
E. o. eiselti エイゼルトヌマガメ
トルコ南東部
E. o. fritzjuergenobstii オプストヌマガメ
スペイン西部、ポルトガル
E. o. galloitalica イタリアヌマガメ
イタリア西部、スペイン北東部、フランス南部
E. o. hellenica アドリアヌマガメ
アルバニア、イタリア東部、ギリシャ、クロアチア西部、スロベニア西部、ボスニア・ヘルツェゴビナ南部、モンテネグロ北部
E. o. ingauna サボナヌマガメ
イタリア北西部
E. o. lanzai コルシカヌマガメ
イタリア（コルシカ島）
E. o. occidentalis キタアフリカヌマガメ
アルジェリア北部、チュニジア北部、モロッコ北東部
亜種小名occidentalisは「西の」の意で、最西端に分布する亜種ではないものの亜種全体としては西部に分布することに由来する。
E. o. persica ペルシャヌマガメ
アゼルバイジャン、アルメニア南部、イラン北部、カザフスタン南西部、グルジア東部、トルクメニスタン西部、トルコ南部
亜種小名persicaは「ペルシャの」の意。
イラク北部、キプロス、シリア北部に分布する可能性もあり。

### 絶滅した分布域
イギリス（イングランド）、エストニア、オランダ、スウェーデン、デンマーク、ベルギー、ドイツ北部、フランス北東部、ポーランド北部、ルクセンブルク
絶滅した分布域でも人為的に移入・定着したと考えられている個体が発見された地域もある。

## 形態
最大甲長23センチメートル。オスよりもメスの方が大型になり、オスは最大甲長20センチメートル。背甲はやや扁平か、ややドーム状に盛り上がる。背甲は上から見ると第8-9縁甲板で最も幅が広くなる卵型。種小名orbicularisは「円形、丸い」の意で、上から見た背甲に由来する。背甲の表面に筋状の盛り上がり（キール）がなく、成長輪も不明瞭。縁甲板の外縁は鋸状に尖らない。背甲と腹甲の継ぎ目（橋）は甲板では繋がらず靭帯で繋がり、腋下甲板や鼠蹊甲板がない。
卵は長径3-3.9センチメートル、短径1.8-2.2センチメートルで、殻は白い皮革状。孵化直後の幼体は椎甲板にあまり発達しないキールがあり、肋甲板にもあまり発達しないキールがある個体もいる。背甲や頭部の明色斑がないか不明瞭。
オスは腹甲の中央部より後方が浅く凹む。尾は太くて長く、尾をまっすぐに伸ばした状態では総排出口全体が背甲の外縁よりも外側にある。上顎を覆う角質（嘴）の色彩が黄褐色で、暗色の筋模様が入る。
メスは腹甲の中央部より後方が凹まないかわずかに盛り上がる。尾がより細くて短く、尾をまっすぐに伸ばしても総排泄口の一部が背甲の外縁よりも内側にある。
E. o. orbicularis キボシヌマガメ
最大亜種。背甲の色彩、腹甲の大部分もしくは全体の色彩が暗色。喉の色彩は暗色。オスの成体は虹彩が赤い。
E. o. persica ペルシャヌマガメ
最大甲長20.6センチメートル。喉や前肢の色彩は黄色。オスの成体は虹彩が赤い。

## 分類
属名Emysは「陸棲もしくは淡水棲のカメ」の意。
形態やミトコンドリアのシトクロムbやリボソームRNAなどの分子系統学的解析から、ブチイシガメ属やブランディングガメ属と単系統群を形成すると推定されている。
シシリーヌマガメを本種の亜種とする説もある。
14亜種に分ける説もあったが、分布の境界線や形態の差異が不明瞭なこと、中間型の個体が多いことなどから亜種の有効性を疑問視する説もある。
そのため亜種クラヌマガメE. o. iberica（カフカース）や亜種アメイロヌマガメE. o. luteofusca（アナトリア中南部）が亜種ペルシャヌマガメ、亜種コルキスヌマガメE. o. colchica（黒海東岸部）が基亜種、亜種E. o. hispanica（スペイン西部、ポルトガル）が亜種オプストヌマガメのシノニムとされる。
- Emys orbicularis orbicularis　(Linnaeus, 1758)　キボシヌマガメ　Common Europian pond turtle
- Emys orbicularis capolongoi　Fritz, 1995　サルディーニャヌマガメ　Sardinian pond turtle
- Emys orbicularis eiselti　Fritz et al, 1998　エイゼルトヌマガメ
- Emys orbicularis fritzjuergenobstii　Fritz, 1995　オプストヌマガメ　North African pond turtle
- Emys orbicularis galloitalica　Fritz, 1995　イタリアヌマガメ　Italian pond turtle
- Emys orbicularis hellenica　(Valenciennes, 1832)　アドリアヌマガメ　Adriatic pond turtle
- Emys orbicularis indauna　Jesu et al, 1998　サボナヌマガメ
- Emys orbicularis lanzai　Fritz, 1995　コルシカヌマガメ　Corsican pond turtle
- Emys orbicularis occidentalis　Fritz, 1993　キタアフリカヌマガメ　North African pond turtle
- Emys orbicularis persica　Fritz, 1993　ペルシャヌマガメ　Eastern pond turtle

## 生態
底質が砂や泥で水生植物の繁茂した流れの緩やかな河川や湖、池、沼地、湿原、水路などに生息し、汽水域に生息する地域もある。昼行性。夏季は夜行性傾向が強くなる。日光浴中に危険を感じると水中に逃げ込み、水中の底質に潜り込んだり水辺の茂みに上陸して逃げる。
食性は動物食傾向の強い雑食で、昆虫、甲殻類、ミミズ、魚類、両生類やその幼生、動物の死骸、植物の花、果実、藻類などを食べる。幼体は動物食だが、成長に伴い植物食傾向が強くなる。
繁殖形態は卵生。主に3-5月に交尾。主に5-6月に1回に3-16個の卵を年に1回（地域によっては4-5年に1回しか繁殖しない）だけ産む。卵は主に60-70日で孵化する。発生時の温度により性別が決定（温度依存性決定）し、24-28℃ではオス、30℃ではほとんどメス、32℃ではメスのみが産まれる。

## 人間との関係
生息地では食用とされることもあった。
開発による生息地の破壊、食用やペット用の採集、人為的に移入された動物（アカミミガメなど）との競合および植物による植生の変化などにより生息数は減少している。多くの生息地で保護の対象とされている。
ペットとして飼育されることがあり、日本にも輸入されている。主に基亜種が流通する。亜種に細分化されたのが近年であることや、産地不明な個体が多くまた同定も難しいことから亜種を区別せずに流通することが多かった。アクアテラリウムで飼育される。陸場に上がることを好むため、広い陸場を設置する。飼育下では配合飼料にも餌付く。

## 画像

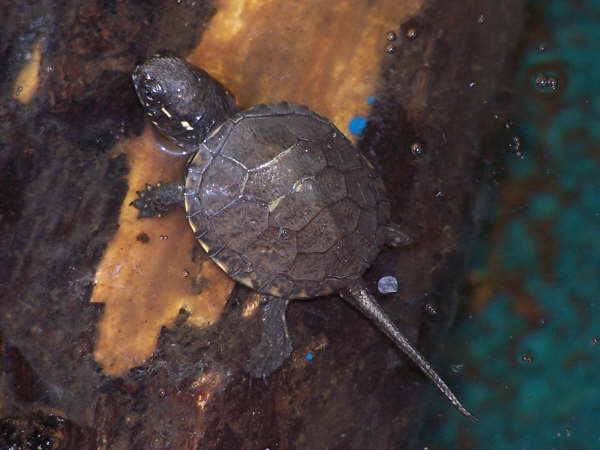
幼体
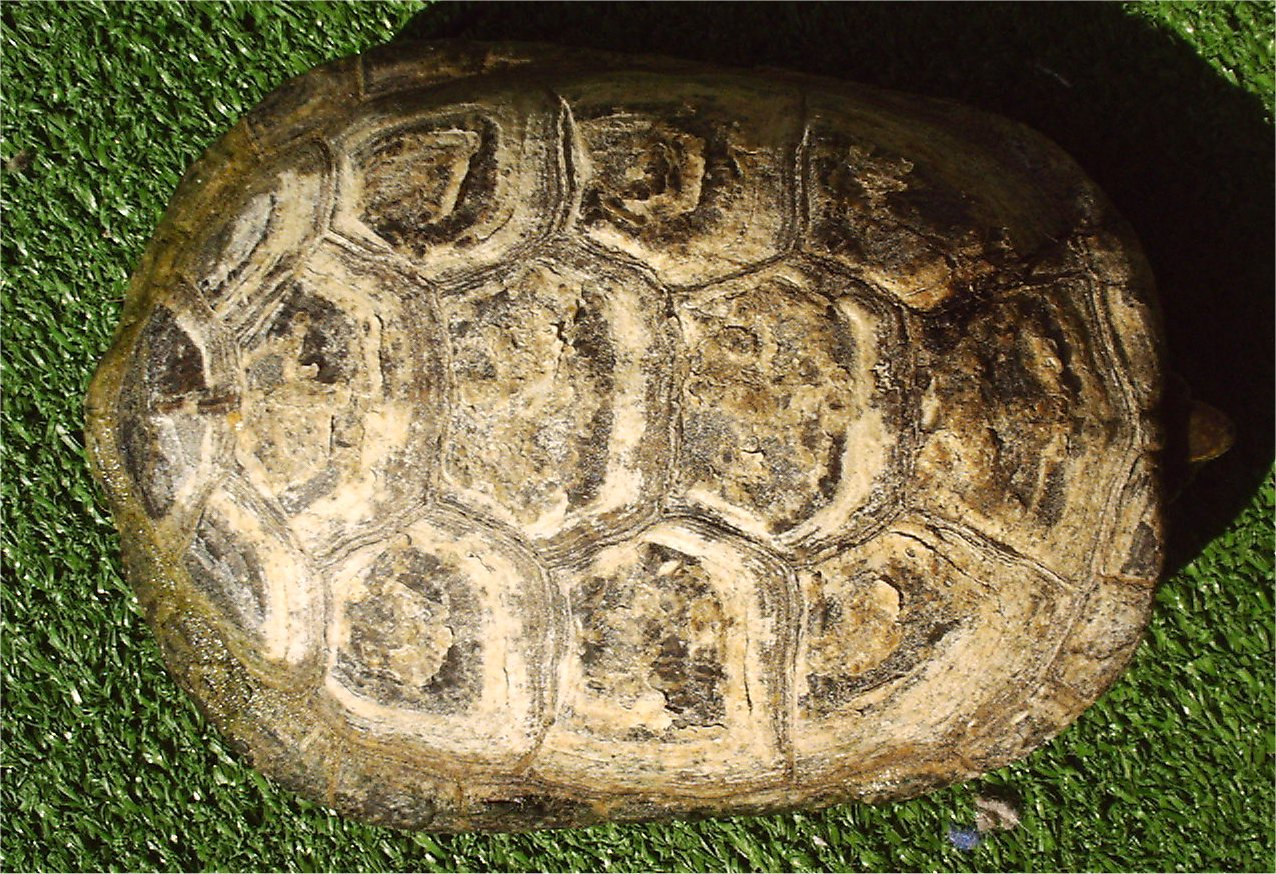
背甲
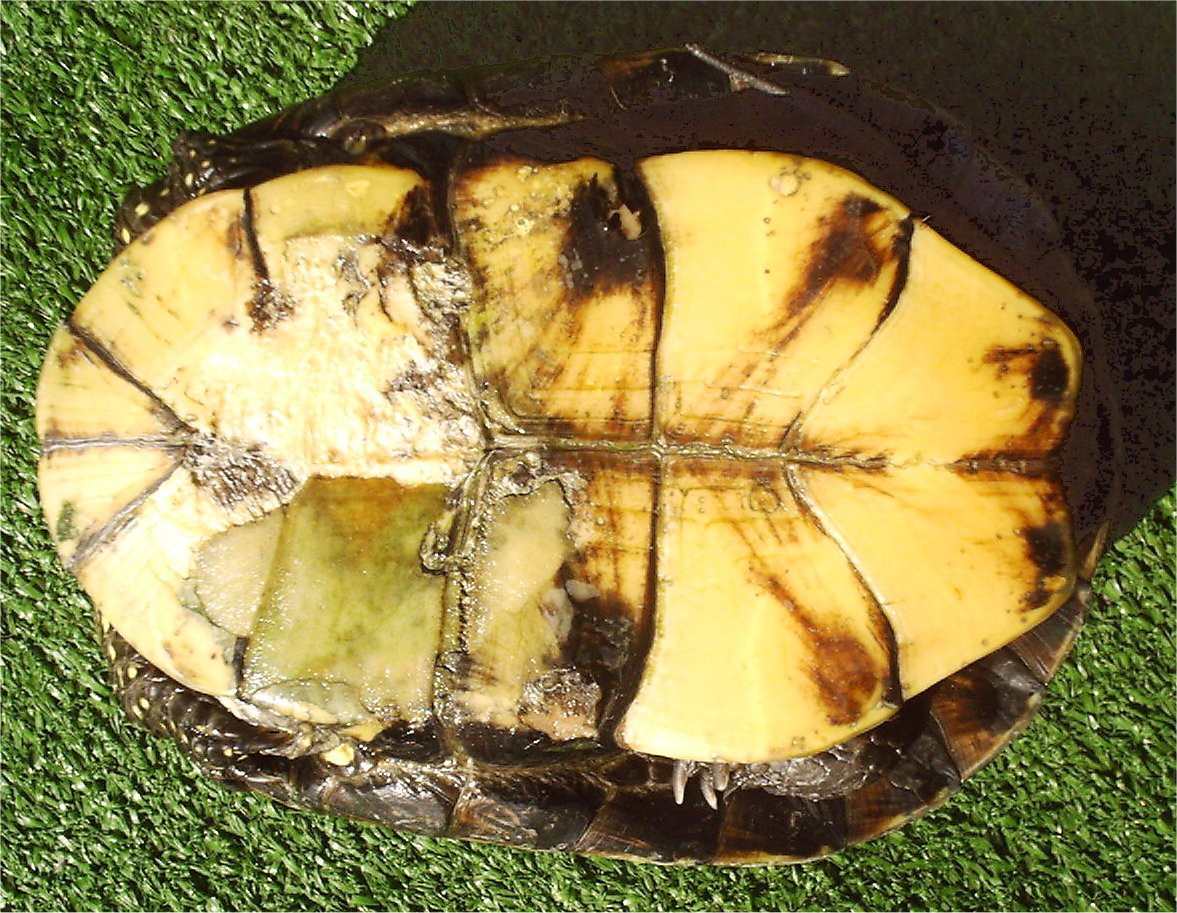
腹甲